# Фуфачёв, Владимир Иосифович
Владимир Иосифович Фуфачёв (род. 1954, Ужур) — российский художник.

## Биография
Владимир Фуфачёв родился в г. Ужуре в 1954 г. Окончил Красноярское художественное училище им. В. И. Сурикова. С 1977 года участник и куратор выставок в Красноярске, Лесосибирске, Москве, Санкт-Петербурге, Нижнем Новгороде и других городах России; значительных арт-проектов в США, Франции, Германии. Персональные выставки в Москве, Нижнем Новгороде, Лесосибирске, Нью-Йорке, Париже, Марселе, Экс-ан-Прованс, Брюсселе, Гамбурге, Касселе, Антверпене, Ганновере, Мюндене. Член Союза художников России. Член АИАП ЮНЕСКО. Член-корреспондент Международной Академии культуры и искусства (МАКИ).  Награжден медалью Национального Общества изящных искусств Франции. Серебряная медаль Творческого Союза художников России (2012). Награжден Дипломом Российской Академии художеств (2014). 
- 1990 год, США, Диксон — выставка-аукцион сибирских художников
- В 1993 году — участие в международной Биеннале «Драгоценная планета» в Париже, в Гран-Пале. Награждён Большой медалью Биеннале
- В этом же году — участие в международной выставке-конкурсе «Золотая кисть» (Москва). Третья премия
- В 1995 году — творческая работа в мастерских Академии искусств Франции. Персональная выставка по итогам работы. В том же году — участие в выставке русских художников во Вьенне (Франция)
- 1996 год — участие в Международной художественной ярмарке (Арт-Манеж, Москва).
- 1998 год — Германия, Гамбург, «Форум искусств». В том же году — участие в арт-проекте «Современный русский авангард. 1958—1998. Из коллекции Александра Глезера». В том же году — персональная выставка в Музее современного русского искусства в Нью-Йорке (США)
- С 1998 по 2002 год — участие в ряде крупных выставок современного русского искусства в США, России и Украине («Залман-галерея» в Нью-Йорке, галереи Симферополя, Харькова, Одессы, Москвы)
- 1999 год — Франция, Париж, выставка современного русского искусства в галерее Друо
- 2000 — участие в выставке «Пространство свободного творчества» (Дипломатическая Академия, Москва)
- 2001 год — участие в международной Биеннале графики в Новосибирске.
- В 2002 году — участие в ряде выставок галереи «Лез Ореад» в Центральном доме художника (Москва)
- 2003 год — персональная выставка в галерее «Dreiklang» (Германия, Кассель)
- 2004 год — персональные выставки в Марселе (Армянский культурный центр) и Экс-ан-Прованс. Персональная юбилейная выставка «Знаки Земли» в Нижегородском государственном выставочном комплексе
- 2005 год — куратор и участник ряда выставок Международного культурного движения «Восток — Запад» (Нижний Новгород). В этом же году — участие в Общеевропейском фестивале искусств (театр, музыка, живопись, Марсель, Театр Турски). Линц, Австрия — групповая выставка русских художников «Окна города НН»
- 2006 год — арт-проект АРХЕТИП" (куратор и автор: В. Фуфачев, живопись — В. Кобрин, кино — Е. Крюкова, тексты). Выставка «Расстояние между горизонтами», галерея Пауля Фишналлера, Линц, Австрия. Москва, Государственная Дума, выставка «Ученики Андрея Поздеева». Кассель, Германия, галерея «Dreiklang», арт-проект «Символы Земли». Арт-проект «Нижегородский пленэр» (Нижегородский государственный художественный музей, художники Москвы, Санкт-Петербурга, Нижнего Новгорода)
- 2007 год — участие в Первом московском международном фестивале «Традиции и современность». Германия, Ханноверше Мюнден, проект «Denkmal-Kunst — Kunst-Denkmal». Арт-проект «АНЕСТЕЗИЯ» — куратор и участник (Нижний Новгород).
- 2008 год — выставка, посвященная открытию Музея современного искусства «Erarta» (Санкт-Петербург). Международная Аквабиеннале (Петрозаводск)
- 2009 год — арт-проект «ОКНА» (Государственный центр современного искусства). Участие в Первом нижегородском фестивале науки и искусства (Межвузовский культурный центр)
- 2010 год - Выставка «Красный перевал» в Антверпене (Бельгия). Персональная выставка «Посвящение» (Москва). Участие в выставке «Земляки-3» в Музее нонконформизма в Санкт-Петербурге (Пушкинская, 10; художники Москвы, Санкт-Петербурга, Нижнего Новгорода)
- 2011 год - Курган, Третья Всероссийская выставка акварели; Саранск, Всероссийская выставка «Большая Волга»; Омск, Всероссийская художественная выставка «Пастель России»; Москва, Выставка «Земляки-4» в галерее «Беляево»; Нижний Новгород, Выставка «Земляки-5», НГВК
- 2012 год - Екатеринбург, Всероссийская выставка «Урал-ГРАФО»; Италия, г. Матера, Международная выставка «Arte internazionale»; Петрозаводск, 5-я Международная Аквабиеннале
- 2013 год - Казань, Пермь, Йошкар-Ола, Ульяновск - Региональная выставка "Большая Волга"; Москва, Юбилейная выставка, посвященная 80-летию НОСХР; Калининград, Международная Биеннале стран Балтии; Москва, арт-проект "Земляки", галерея "Замоскворечье"
- 2014 год - Москва, ЦДХ, Всероссийская выставка "Россия-12"; Екатеринбург, Всероссийская выставка "Урал-ГРАФО"; Курган, Четвертая Всероссийская выставка акварели; Нижний Новгород, юбилейная персональная выставка (Нижегородский государственный художественный музей); Москва - Казань - Чебоксары: Третья региональная академическая выставка-конкурс "Красные ворота: против течения"
- 2015 год - Екатеринбург, Всероссийская выставка "Урал-ГРАФО"; Нижний Новгород, арт-проект "Земляки. Сотворчество" (Нижегородский государственный художественный музей); Изборск, Всероссийская выставка "Планета Русь" (художники - члены-корреспонденты Международной Академии культуры и искусства)
- 2016 год - Четвертая межрегиональная передвижная академическая выставка-конкурс "Красные ворота / Против течения", Саратов - Уфа - Тольятти - Москва; Первая Всероссийская выставка-ярмарка живописи, графики, скульптуры, фотографии, декоративно-прикладного искусства "Арт-Россия", Нижний Новгород; Персональная выставка, Выставочный зал, Саров; Художественная выставка, галерея "Haos", Белград, Сербия
- 2017 год - Вторая Всероссийская выставка-ярмарка живописи, графики, скульптуры, фотографии, декоративно-прикладного искусства "Арт-Россия", Нижний Новгород; Третий Всероссийский Биеннале-фестиваль "Урал-ГРАФО", Екатеринбург

## Работы в собраниях
Работы находятся в собраниях:
- Красноярск, Государственный художественный музей им. В. И. Сурикова
- Москва, Академия художеств России
- Санкт-Петербург, Музей современного искусства
- США, Нью-Йорк, Музей современного русского искусства
- Кассель, галерея «Dreiklang»
- Нижний Новгород, Государственный центр современного искусства
- Нижний Новгород, Государственный художественный музей
- Красноярк-26, Городской художественный музей
- Карелия, Петрозаводский государственный художественный музей
- Новосибирск, Государственный художественный музей
- Йошкар-Ола, Государственный художественный музей
- Канск, Городской художественный музей
- Лесосибирск, Городской выставочный комплекс
- Санкт-Петербург, Музей современного искусства "Эрарта"
- Калининград, художественный музей
- Уфа, Государственный художественный музей им. М. Нестерова
- Коллекция Александра Глезера, США
- Коллекция Эккахарта Бушона и Нины Гелинг, Германия
- Коллекция Бернара Респо, Бельгия
- Коллекция президента Французской Академии искусств Этьена д’Одфрэ, Франция
- Коллекция Марии Виторес, Испания
- Коллекция Деборы Лепре, Италия
- Коллекция Любомира Майхановича, Канада
- Коллекция Пауля Фишналлера, Австрия
- Коллекция Ольги Дитцингер, Германия
- Коллекция Сергея Кузнецова, Нижний Новгород
- Коллекция Ф. Г. Верховодова, Нижний Новгород
- Коллекция Пино Николетти, Матера (Италия)
- Коллекция Законодательного собрания, Нижний Новгород

## Статьи искусствоведов
Фуфачев раскрывает специфику пра-логических форм архаического сознания как специфику сознания современного общества. Он конструирует «знакорожденный образ мира», сакрализируя органические природные формы, создает модели нескончаемого потока жизни, которые считываются как космогонические формулы. «Вода», «земля» в таких моделях выступают даже не как мифологемы, а как нечто более всеобъемлющее, дающее начало всему, что может быть выражено через мифологему. Птицы, рыбы, раковины, кони предстают в них и как древнейшие иероглифы природы, и как сакральные знаки, и как захватывающие воображение художника тотемы вечности.
Елена Булычева, кандидат искусствоведческих наук, Нижний Новгород
Пластические находки Фуфачева вполне соотносятся с тем, чего достигает сейчас мировая изобразительная культура. На его холстах сочетается безумие плавящейся, текучей как река формы — и четкость мыслящей линии; напряжение локального цветового пятна — и странный скос или крен живописной плоскости, подчеркивающей динамизм и непредсказуемость внутреннего движения. Живопись перестает быть двумерной. Она становится философской ГОЛОГРАММОЙ, брошенной в наш мир из давно канувших времен. Колористически холсты Фуфачева подвластны диктату образа — при всей живописной смелости они сгармонированы предельно точно, жестко и доминантно, следуя изначальному замыслу, скрытому за плоскостью первообразу.
Елена Крюкова, член Союза писателей России, писатель, искусствовед, Нижний Новгород
В его картинах оживают могущественные духи Верхнего, Среднего и Нижнего миров, и сегодня участвующие в жизни людей, а также герои народных сказаний. И даже античные мифы, которыми Фуфачев особенно заинтересовался, побывав на археологических раскопках во Франции, обретают на его полотнах северный антураж. 
Олег Торчинский, искусствовед, Москва
Наслаждение видеть, как под кистью мастера плавится цвет, перетекая из одного оттенка в другой, как застывающая краска образует причудливый узор… Всадники, мчащиеся с тревожной вестью при холодном свете трех лун, воскрешают в памяти образы древних легенд и преданий. 
Андрей Стрельцов, обозреватель, Нижний Новгород
Ощущение магии и тайны петроглифов становится отправной точкой для уникальных творческих размышлений. Каменные летописи дают художнику информацию, на которую он не имеет права не реагировать. Синтез прошлого и настоящего (в век концентрирующего информацию компьютера) может быть, станет главной тенденцией развития культуры наступившего XXI века. Свои композиции Фуфачев развивает и импровизирует по ассоциации с первобытным фигуративом, раскрывая семантику загадочных каменных летописей. 
Зоя Панкрашкина, искусствовед Нижегородского государственного художественного музея
На полотнах Владимира Фуфачева — буйство красок, столкновение тонов и оттенков, присутствие мифов и легенд, рожденных на просторах Сибири. Миф — доминанта творчества этого художника.
Александр Глезер, искусствовед, коллекционер, Нью-Йорк

## Групповые выставки
- Участие в региональных выставках: 1985, 1991, 1998, 2003, 2004, 2007, 2008, 2009.
- Участие в российских выставках: 1985, 1986, 1987, 1989, 1990, 1991, 1996 — две, 2001, 2004, 2009
- Участие во всесоюзных выставках: 1986, 1991 — две
- Участие в зарубежных выставках: 1990, 1993, 1994, 1995, 1998 — четыре, 1999 — три, 2002, 2003, 2004, 2005, 2006 — две, 2007 — четыре
- Участие в международных выставках: 1993 — три, 1996, 1998 — две, 1999, 2000, 2001, 2005, 2007 — три, 2008, 2009
- Участие в групповых выставках: 1992, 2000 — две, 2001, 2002 — три, 2003 — пять, 2004 — две, 2005 — пять, 2006 — четыре, 2007 — семь, 2008 — две.

## Персональные выставки
- 1995 г. — персональная выставка «Тропа Времени» (галерея «Ласта», Москва)
- 1995 г. — персональная выставка по результатам работы в мастерских Академии искусств Франции, г. Вьенн
- 1998 г. — персональная выставка на Форуме искусств, Гамбург, Германия
- 1998 г. — персональная выставка в Музее современного русского искусства, США, Нью-Йорк
- 2004 г. — персональная юбилейная выставка «Знаки Земли», Нижегородский государственный выставочный комплекс, Нижний Новгород
- 2004 г. — персональная выставка на Марсельской книжной ярмарке «Lire en fete», Марсель, Франция
- 2004 г. — персональная выставка в мэрии г. Экс-ан-Прованс, Франция
- 2004 г. — персональная выставка в Армянском культурном центре, Марсель, Франция
- 2004 г. — персональная выставка «Тень стрелы» в Законодательном собрании, г. Нижний Новгород
- 2005 г. — персональная выставка «Архетип-1», г. Саров
- 2005 г. — персональная выставка в рамках Общеевропейского фестиваля искусств, театр Турски, Марсель, Франция
- 2005 г. — персональная выставка в рамках Дней русской культуры, Экс-ан-Прованс, Франция
- 2005 г. — персональная выставка «Река времени», ННГУ, Нижний Новгород
- 2005 г. — персональная выставка «Дорога Чингисхана», НГОУНБ, Нижний Новгород
- 2005 г. — персональная выставка «Дорога на Восток», Нижегородский Киноцентр
- 2006 г. — арт-проект «АРХЕТИП», культурный центр «Безухов», Нижний Новгород
- 2006 г. — персональный арт-проект «Ихтис — священная Рыба», «Безухов», Нижний Новгород
- 2006 г. — арт-проект «Символы Земли», галерея «Dreiklang», Кассель, Германия
- 2007 г. — персональная выставка в рамках проекта «Denkmal-Kunst — Kunst-Denkmal», Ханноверше Мюнден, Германия
- 2007 г. — персональная выставка «Вселенная», Нижний Новгород
- 2007 г. — персональная выставка «Долина царей» (арт-проект Б. Респо, Москва — Брюссель)
- 2008 г. — персональная выставка в Лицее им. Ломоносова, Нижний Новгород
- 2010 г. — персональная выставка (арт-проект Б. Респо, г. Антверпен, Бельгия)
- 2010 г. — персональная выставка (арт-проект Б. Респо, Москва — Брюссель)
- 2014 г. - юбилейная персональная выставка, Нижегородский государственный художественный музей
- 2015 г. - персональная выставка, г. Саров, Выставочный зал

## Зарубежные выставки
- 1990 г. — выставка-аукцион сибирских художников, США, Диксон
- 1993 г. — выставка в галерее «Крон-арт», Стокгольм, Швеция
- 1994 г. — выставка сибирских художников, Санари, Франция
- 1995 г. — выставка «Царица ночи Ай-Каган» по результатам работы в мастерских Академии искусств, Вьенн, Франция
- 1995 г. — выставка российских художников, «Сирел», Вьенн, Франция
- 1998 г. — выставки современного русского искусства. Симферополь, Харьков, Одесса. Коллекция А. Глезера. Украина
- 1998 г. — выставка «От Москвы до самых до окраин», Кэп-галерея, Симферополь, Украина
- 1998 г. — выставка «Неизвестная Россия», Нью-Йорк, США
- 1999 г. — выставка-аукцион современного русского искусства, галерея Друо, Париж, Франция
- 1999 г. — выставка «Неизвестная Россия-2», Нью-Йорк, США, Музей современного русского искусства
- 1999 г. — выставка «Современный русский натюрморт, портрет и пейзаж», Крымский республиканский музей, Симферополь, Украина
- 2002 г. — выставка «Россия — Америке», Нью-Йорк, США, Музей современного русского искусства
- 2003 г. — выставка нижегородских художников в галерее «Dreiklang», Кассель, Германия
- 2005 г. — выставка художников Нижнего Новгорода «Окна города НН», Линц, Австрия
- 2006 г. — выставка «Расстояние между горизонтами», галерея Пауля Фишналлера, Линц, Австрия
- 2007 г. — арт-проект «Denkmal-Kunst — Kunst-Denkmal», Ханноверше Мюнжен, Германия
- 2009 г. — выставка «Нижегородские художники», Минск, Беларусь
- 2011 г. - Италия, г. Матера, Международная выставка «Arte internazionale»
- 2016 г. - Художественная выставка, галерея "Haos", Белград, Сербия

## Международные выставки
- 1993 г. — Международная Биеннале «Драгоценная планета», Париж, Гран-Пале, Франция. Награждён медалью
- 1993 г. — международный фестиваль «Языки. Образование. Культура», Москва, Манеж
- 1993 г. — международная выставка-конкурс «Золотая кисть», Центральный дом художника, Москва. Третья премия
- 1996 г. — международная художественная ярмарка «Арт-Манеж»
- 1998 г. — международная выставка «Современный русский авангард. Из коллекции А. Глезера». Нижегородский государственный выставочный комплекс, Нижний Новгород
- 1999 г. — Биеннале современной графики и скульптуры, Нью-Йорк, США
- 2000 г. — выставка, посвященная юбилею Музея современного русского искусства, Нью-Йорк, США
- 2001 г. — Международная Биеннале графики, Новосибирск
- 2005 г. — Общеевропейский фестиваль искусств, Марсель
- 2007 г. — Первый международный фестиваль «Традиции и современность», Москва, Манеж
- 2008 г. — Международная Аквабиеннале, Петрозаводск, Карелия, Петрозаводский художественный музей
- 2012 г. - Петрозаводск, 5-я Международная Аквабиеннале
- 2013 г. - Калининград, Международная Биеннале стран Балтии

Рейтинг по ЕХР — 4А.

## Награды
- Медаль Национального Общества изящных искусств Франции (1993).
- Третья премия Международной выставки-конкурса "Золотая кисть" (1993).
- Серебряная медаль Творческого Союза художников России (2012).
- Диплом Российской Академии художеств (2014).